# Challenger de Sarasota 2015
El torneo Sarasota Open 2015 es un torneo profesional de tenis. Pertenece al ATP Challenger Series 2015. Se disputará su 7.ª edición sobre superficie Tierra batida (verde), en Sarasota, Estados Unidos entre el 13 de abril y el 19 de abril de 2015.

## Jugadores participantes del cuadro de individuales
| Favorito | País                       | Jugador            | Rank1 | Posición en el torneo |
| -------- | -------------------------- | ------------------ | ----- | --------------------- |
| 1        | Bandera de Estados Unidos  | Tim Smyczek        | 68    | Primera ronda         |
| 2        | Bandera de Argentina       | Federico Delbonis  | 72    | CAMPEÓN               |
| 3        | Bandera de Italia          | Paolo Lorenzi      | 83    | Primera ronda         |
| 4        | Bandera de Colombia        | Alejandro González | 100   | Segunda ronda         |
| 5        | Bandera de Bélgica         | Ruben Bemelmans    | 102   | Primera ronda         |
| 6        | Bandera de Argentina       | Facundo Bagnis     | 103   | FINAL                 |
| 7        | Bandera de República Checa | Radek Štepánek     | 110   | Primera ronda         |
| 8        | Bandera de Corea del Sur   | Chung Hyeon        | 118   | Primera ronda         |

- 1 Se ha tomado en cuenta el ranking del 8 de abril de 2015.

### Otros participantes
Los siguientes jugadores recibieron una invitación (wild card), por lo tanto ingresan directamente al cuadro principal (WC):
- Tim Smyczek
- Michael Mmoh
- Mitchell Krueger
- Dennis Novikov

Los siguientes jugadores ingresan al cuadro principal tras disputar el cuadro clasificatorio (Q):
- Frances Tiafoe
- Mischa Zverev
- Renzo Olivo
- Rogério Dutra Silva

## Campeones

### Individual Masculino
- Federico Delbonis derrotó en la final a  Facundo Bagnis, 6–4, 6–2

### Dobles Masculino
- Facundo Argüello /  Facundo Bagnis derrotaron en la final a  Chung Hyeon /  Divij Sharan, 3–6, 6–2, [13–11]